# Kolej Libawsko-Romeńska

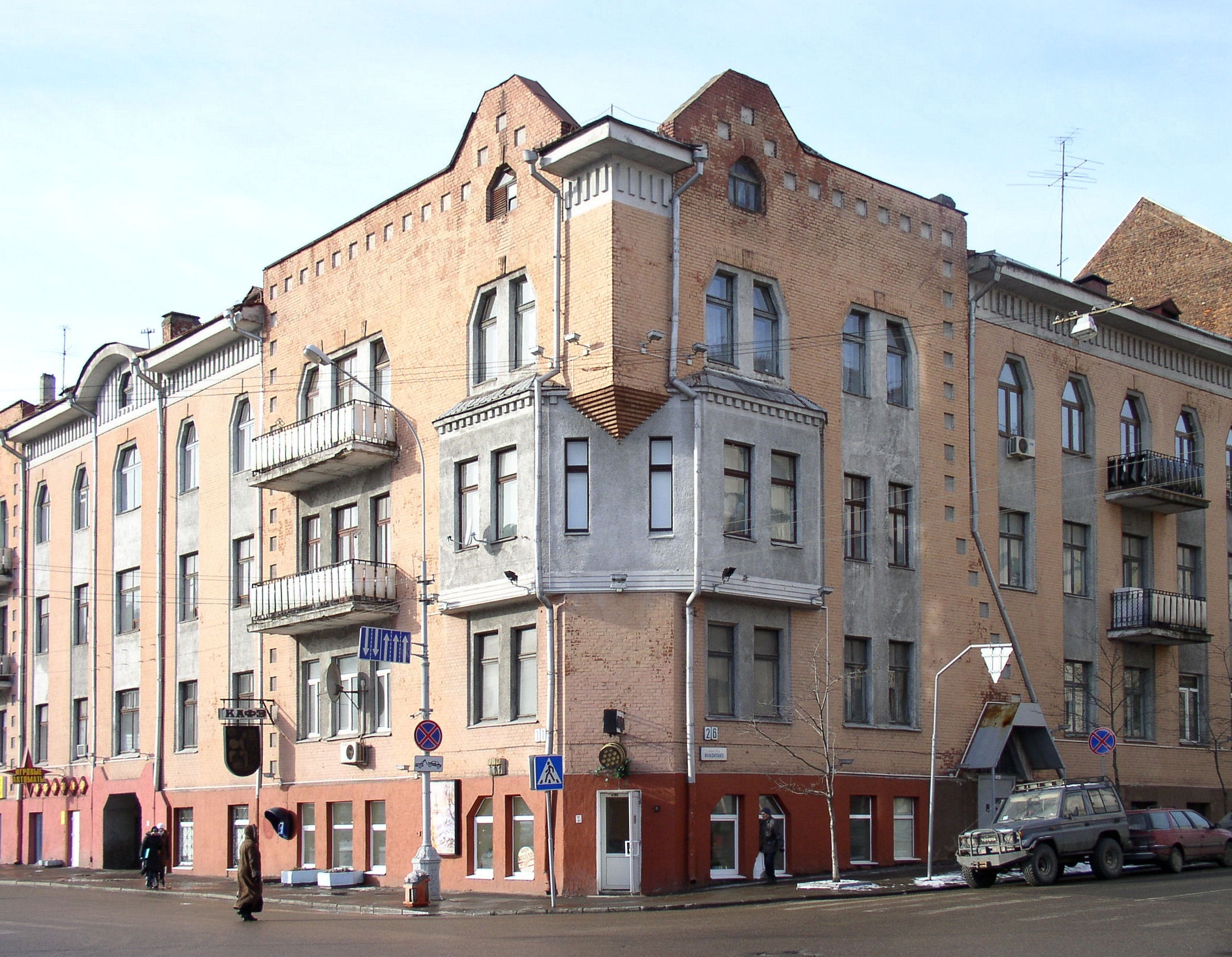
Dawna siedziba władz kolei w Mińsku przy obecnej ulicy Kirowa

Kolej Libawsko-Romeńska (ros. Либаво-Роменская железная дорога, Libawo-Romienskaja żeleznaja doroga) – kolej zbudowana w latach 1871–1874 łącząca nadbałtycką Lipawę z Bachmaczem i Romnami.
Powstała z inicjatywy rosyjskiego inżyniera von Mekke, w założeniu miała łączyć nadmorską Lipawę z Kurskiem. Początkowo od 1871 roku należała do Towarzystwa Libawskiej Drogi Żelaznej i Towarzystwa Landwarowo-Romeńskiej Drogi Żelaznej, a od 1877 roku do Towarzystwa Libawsko-Romeńskiej Drogi Żelaznej. W 1891 kolej została wykupiona przez państwo i podległa dyrekcji w Mińsku. Jej znaczenie gospodarcze polegało na łączeniu rolniczych terenów lewobrzeżnej Ukrainy z portem nad Bałtykiem. Składała się z następujących odcinków:
- Lipawa – Koszedary (otwarty 4 września 1871)
- Wilejka – Mińsk (1872) – Bobrujsk (1873) – Homel (1 listopada 1873) – Bachmacz (1874) – Romny (25 lipca 1874)
- Kałkuny – Radziwiliszki (otwarty 1 listopada 1873)

W Koszedarach, Wilejce i Kałkunach kolej łączyła się z Warszawsko-Petersburską Drogą Żelazną, w Możejkach z Mitawską, w Mińsku z Moskiewsko-Brzeską, w Bachmaczu z Kijowsko-Woroneżską, a w Romnach z Charkowsko-Nikołajewską.
W 1913 roku kolej miała długość 1344 wiorst (1434 km), z tego 183 wiorsty linii dwutorowej, i jeździło na niej 428 parowozów, 11 530 wagonów towarowych i 405 osobowych. Kolej miała warsztaty w Homlu, Libawie i Mińsku, 13 własnych szkół zakładowych i 7 uczelni.